# 楠田川
楠田川（くすだがわ）は、矢部川水系の支流で福岡県みやま市を流れる河川。

## 地理
福岡県みやま市高田町上楠田に源を発する。みやま市内を西に流れ、みやま市高田町江浦で矢部川に合流する。合流点には江浦漁港がある。

## 流域の自治体
福岡県
みやま市